# Plakette mit Relieffigur
Die Plakette mit Relieffigur ist ein einzigartiges Marmorartefakt der bronzezeitlichen Kykladenkultur. Sie wurde bei archäologischen Ausgrabungen im Gräberfeld Agrilia auf der Kykladeninsel Pano Koufonisi entdeckt. Im Archäologischen Museum Naxos ist sie unter der Inventarnummer 4620 ausgestellt.

## Herkunft

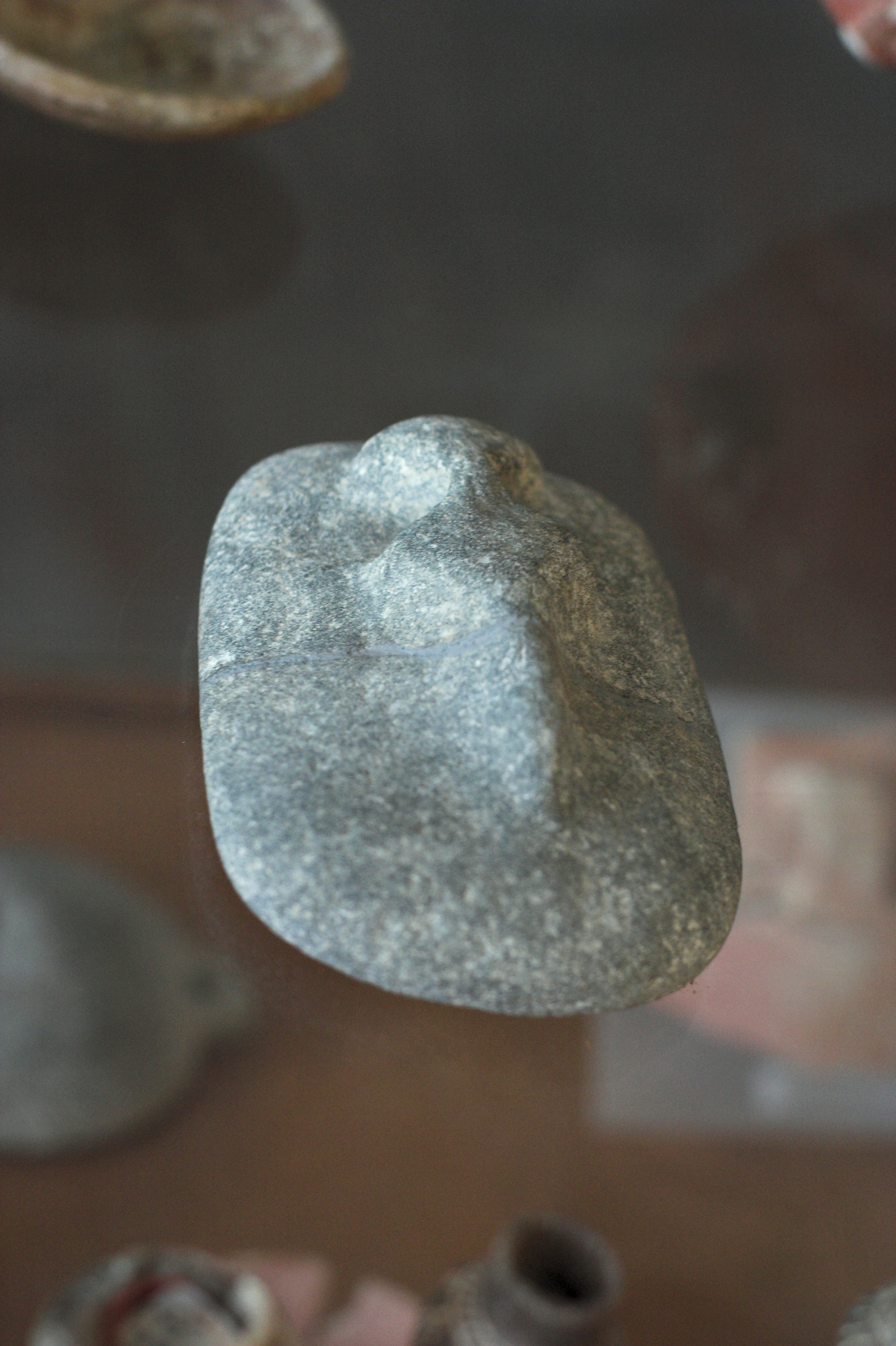

Bei den Ausgrabungen auf Pano Koufonisi im Jahr 1969 unter der Leitung von Fotini Zapfiropoulou wurden im Gräberfeld Agrilia 72 unberührte Gräber untersucht. Die Plakette aus der Grabkammer von Grab 9 war während der Ausgrabung zerbrochen. Sie wurde zusammen mit einem Pyxis-Deckel gefunden; in der Vorkammer fanden sich Scherben eines offenen Tongefäßes mit zeitlicher Übereinstimmung.

## Beschreibung
Die etwa rechteckige Plakette von 135 mm Länge und 90 mm Breite ist aus grauem Marmor gearbeitet. Die maximale Höhe beträgt 38 mm. Ihre Oberfläche ist gut erhalten. Im Gegensatz zur fast flachen, leicht konkaven Unterseite ist auf der glatten, schwach konvexen Oberseite eine vollständige Figur herausgearbeitet. Sie erscheint wie auf einem Lager gebettet und ist leicht aus der Längsachse verrutscht. Bei einer maximalen Höhe von 104 mm beträgt die Breite der Figur 38 mm und die Stärke 15 mm. Der breite, leicht dreieckige Kopf mit kurvenförmigem Umriss misst in der Höhe 25 mm, er hat die gleiche Breite wie die Stummelärmchen. Durch das leicht hervortretende Kinn wirkt der Kopf nach hinten geneigt. Gegenüber dem Kopf tritt der längliche Hals etwas hervor, um auf der Auflageseite etwas Platz für eine Durchbohrung von 6 mm zu schaffen. Vom etwa 30 mm langen, rautenförmigen Torso sind die Arme rechtwinklig ausgebreitet. Nach unten hin verjüngt sich der Torso, der Übergang in die Beinpartie ist fließend. Die Beine sind als eine längliche, nahezu durchgehend zylindrisch Partie von 40 mm Länge und 15 mm Stärke gearbeitet, diese wird zum abgerundeten Ende hin noch schmaler.

## Bedeutung
Zafiropoulous Grabungsergebnisse von Agrilia bestätigen die seltene Beigabe von Marmoridolen in Gräbern der Kampos-Gruppe. Außer der Relieffigur fand sich in den 72 untersuchten Gräbern noch ein fragmentierter Idol-Kopf. Die hochqualitativen Arbeiten sind den anthropomorphen Idolen vom Lourostyp zuzurechnen. In der Ausführung ist die Plakette mit Relieffigur einzigartig, vergleichbare Arbeiten sind nicht bekannt. Mit den rechtwinklig abstehenden Armen besteht große Ähnlichkeit zu einem der Idole aus Louros Grab 26 Die abstrahierte Ausführung des unteren Torsos und die nahezu gleichmäßig zylindrisch gearbeitete Beinpartie ist selten. Die Funktion der Plakette ist nicht geklärt. Die runde Bohrung im Halsbereich kann auf die Nutzung einer Schnur hinweisen.